# Himitsu no Akko-chan - Il film
Himitsu no Akko-chan (映画 ひみつのアッコちゃん Eiga Himitsu no Akko-chan) è un film del 2012 diretto da Yasuhiro Kawamura.
La pellicola è una versione live action della serie anime conosciuta in Italia con il titolo di Lo specchio magico e vede come protagonisti Haruka Ayase e Masaki Okada.

## Trama
La giovane Atsuko riesce ad entrare in possesso di uno strano specchietto che si rivela subito esser dotato di poteri magici; esso le consente, ogni qual volta lo utilizzi, di trasformarsi in tutto ciò che desideri. Con le sue nuove capacità riesce così a salvar il lavoro i dipendenti di una società che sta per esser venduta; ma le capita anche d'innamorarsi di uno studente universitario ventiduenne.